# Heavy ConstruKction
Heavy ConstruKction je koncertní album britské rockové skupiny King Crimson. Bylo vydáno v listopadu 2000 (viz 2000 v hudbě).
Deska obsahuje tři kompaktní disky se záznamem z evropského turné, které skupina uspořádala od května do července 2000 po vydání alba The ConstruKction of Light. Na prvních dvou CD se nachází běžný koncertní záznam, který je však sestaven z nahrávek různých vystoupení. Druhý disk také obsahuje videozáznam části římského koncertu z 23. června 2000. Třetí disk je experimentální, neboť se na něm nachází instrumentální improvizace, které kapela na každém koncertu hrála (charakterem tak odpovídá albu THRaKaTTaK z roku 1996).

## Seznam skladeb
Všechny skladby napsal(i) Adrian Belew, Robert Fripp, Trey Gunn a Pat Mastelotto, pokud není uvedeno jinak. 
| Disk 1 | Disk 1                                              | Disk 1                                         | Disk 1                            | Disk 1 |
| Pořadí | Název                                               | Autor                                          | Původní album                     | Délka  |
| ------ | --------------------------------------------------- | ---------------------------------------------- | --------------------------------- | ------ |
| 1.     | Into the Frying Pan                                 |                                                | The ConstruKction of Light (2000) | 6:20   |
| 2.     | The ConstruKction of Light                          |                                                | The ConstruKction of Light (2000) | 8:29   |
| 3.     | ProzaKc Blues                                       |                                                | The ConstruKction of Light (2000) | 5:25   |
| 4.     | München                                             |                                                | —                                 | 8:35   |
| 5.     | One Time                                            | Belew, Bruford, Fripp, Gunn, Levin, Mastelotto | THRAK (1995)                      | 5:44   |
| 6.     | Dinosaur                                            | Belew, Bruford, Fripp, Gunn, Levin, Mastelotto | THRAK (1995)                      | 5:24   |
| 7.     | VROOOM                                              | Belew, Bruford, Fripp, Gunn, Levin, Mastelotto | THRAK (1995)                      | 4:44   |
| 8.     | FraKctured                                          |                                                | The ConstruKction of Light (2000) | 8:46   |
| 9.     | The World's My Oyster Soup Kitchen Floor Wax Museum |                                                | The ConstruKction of Light (2000) | 7:38   |
| 10.    | Bonn                                                |                                                | —                                 | 9:22   |

| Disk 2 | Disk 2                            | Disk 2                                         | Disk 2                            | Disk 2 |
| Pořadí | Název                             | Autor                                          | Původní album                     | Délka  |
| ------ | --------------------------------- | ---------------------------------------------- | --------------------------------- | ------ |
| 1.     | Sex Sleep Eat Drink Dream         | Belew, Bruford, Fripp, Gunn, Levin, Mastelotto | THRAK (1995)                      | 4:30   |
| 2.     | Offenbach                         |                                                | —                                 | 6:30   |
| 3.     | Cage                              | Belew, Bruford, Fripp, Gunn, Levin, Mastelotto | VROOOM (1994)                     | 3:54   |
| 4.     | Larks' Tongues in Aspic (Part IV) |                                                | The ConstruKction of Light (2000) | 12:51  |
| 5.     | Three of a Perfect Pair           | Belew, Bruford, Fripp, Levin                   | Three of a Perfect Pair (1984)    | 3:42   |
| 6.     | The Deception of the Thrush       | Belew, Fripp, Gunn                             | —                                 | 8:26   |
| 7.     | Heroes                            | Bowie, Eno                                     | Heroes (1977)                     | 6:11   |

| Disk 3         | Disk 3                                                  | Disk 3           | Disk 3         | Disk 3 |
| Pořadí         | Název                                                   | Autor            | Původní album  | Délka  |
| -------------- | ------------------------------------------------------- | ---------------- | -------------- | ------ |
| 1.             | Sapir                                                   |                  | —              | 5:40   |
| 2.             | Blastic Rhino                                           |                  | —              | 4:11   |
| 3.             | Lights Please (Part I)                                  |                  | —              | 0:58   |
| 4.             | ccccSeizurecc                                           |                  | —              | 6:02   |
| 5.             | Off and Back                                            |                  | —              | 4:11   |
| 6.             | More (and Less)                                         |                  | —              | 3:14   |
| 7.             | Beautiful Rainbow                                       |                  | —              | 6:59   |
| 8.             | 7 Teas                                                  |                  | —              | 4:07   |
| 9.             | Tomorrow Never Knew Thela“ včetně „Tomorrow Never Knows | Lennon/McCartney | —              | 4:49   |
| 10.            | Uböö                                                    |                  | —              | 7:59   |
| 11.            | The Deception of the Thrush                             |                  | —              | 11:10  |
| 12.            | Arena of Terror                                         |                  | —              | 3:24   |
| 13.            | Lights Please (Part II)                                 |                  | —              | 4:55   |
| Celková délka: | Celková délka:                                          | Celková délka:   | Celková délka: | 184:17 |

### Videonahrávka na disku 2
Nahráno v Římě (Itálie) 23. června 2000.
1. „Rome“ (Belew, Fripp, Gunn, Mastelotto)
2. „Lark's Tongues in Aspic (Part IV)“ (Belew, Fripp, Gunn, Mastelotto)
3. „Cage“ (Belew, Bruford, Fripp, Gunn, Levin, Mastelotto)
4. „The World's My Oyster Soup Kitchen Floor Wax Museum“ (Belew, Fripp, Gunn, Mastelotto)
5. „Sex Sleep Eat Drink Dream“ (Belew, Bruford, Fripp, Gunn, Levin, Mastelotto)
6. „VROOOM“ (Belew, Bruford, Fripp, Gunn, Levin, Mastelotto)

## Obsazení
- King Crimson
  - Adrian Belew – zpěv, kytara
  - Robert Fripp – kytara
  - Trey Gunn – Warr guitar, vokály
  - Pat Mastelotto – bicí